# Rasmus Falk
Rasmus Falk Jensen (Middelfart, 15 de enero de 1992) -conocido simplemente como Rasmus Falk- es un futbolista danés que juega en el Odense BK de la Superliga de Dinamarca como centrocampista.

## Trayectoria
Rasmus Falk comenzó su carrera en el Middelfart Gymnastik & Boldklub, luego fichó por el Odense BK de Christian Eriksen (actual jugador de Tottenham Hotspurs) en 2005. 
Debutó con dicho club en 2010 contra el Aarhus GF.
El 20 de enero de 2016, Falk firmó un precontrato con el FC Copenhague, por lo que en verano de ese mismo año pudo ser fichado al quedar libre de su club anterior. 
El 1 de julio de 2016, se trasladó a Copenhague para firmar un contrato por cuatro años con el club de la ciudad.
Rasmus debutó con el Copenhague el 13 de julio de 2016 y marcó un gol en la Liga de Campeones en un 3-0 de visitante ante el Crusaders F. C.

## Selección nacional
El 29 de agosto de 2013, Rasmus Falk fue convocado con la selección de fútbol de Dinamarca. Disputó el primer tiempo de un Malta-Dinamarca (1-2) de clasificación para el Mundial 2014. Dicho encuentro se jugó el 6 de septiembre de 2013.

## Clubes
| Club             | País      | Año       |
| ---------------- | --------- | --------- |
| Odense BK        | Dinamarca | 2010-2016 |
| F. C. Copenhague | Dinamarca | 2016-2025 |
| Odense BK        | Dinamarca | 2025-     |

## Palmarés

### Títulos nacionales
| Título                 | Club             | País      | Año     |
| ---------------------- | ---------------- | --------- | ------- |
| Superliga de Dinamarca | F. C. Copenhague | Dinamarca | 2016-17 |
| Copa de Dinamarca      | F. C. Copenhague | Dinamarca | 2016-17 |
| Superliga de Dinamarca | F. C. Copenhague | Dinamarca | 2018-19 |
| Superliga de Dinamarca | F. C. Copenhague | Dinamarca | 2021-22 |
| Copa de Dinamarca      | F. C. Copenhague | Dinamarca | 2022-23 |
| Superliga de Dinamarca | F. C. Copenhague | Dinamarca | 2022-23 |
| Superliga de Dinamarca | F. C. Copenhague | Dinamarca | 2024-25 |
| Copa de Dinamarca      | F. C. Copenhague | Dinamarca | 2024-25 |